# شورلی
شورلی (به لاتین: Sheverli) یک منطقهٔ مسکونی در روسیه است که در باشقیرستان واقع شده‌است.